# Hanís-szigeteki háború
A Hanís-szigeteki háború egy rövidke katonai konfliktus, amely a frissen függetlenné vált afrikai Eritrea és az ázsiai Jemen között folyt 1995. december 15. és december 17. között a Vörös-tengeren található Hanís-szigetek birtoklásáért. Bár Eritrea katonai győzelmet aratott, ennek ellenére 1998-ban a hágai Állandó Arbitrációs Bíróság megállapította Jemen jogát a szigetekre, így az ma is az ország részét képezi.
A háború legvalószínűbb mögöttes oka a tengerfenék alatt rejlő esetleges olajkincsek birtoklása volt, amely mind Jemen, mind Eritrea gazdaságának nagyon jól jönne.
Az ehhez hasonló konfliktusok nem ritkák Eritrea függetlenségének elnyerése utáni történelmében, minthogy vélemények az országot mai napig irányító Ézsaiás Afeverkit is kalandor diktátornak tartják.

## Előzmények
A Hanís-szigetek a Vörös-tenger déli felén található, ahol a vízfelület körülbelül 100 km hosszan választja el az Arab-félszigetet Afrikától. A szigeteket Áden angol megszállása óta Jemen részének tekintették.
A háború kirobbanása előtt a sziget lakatlan volt, csupán jemeni halászok kötöttek ki rajta rendszeresen, de nem laktak rajta életvitelszerűen. 1995-ben egy német cég jemeni közreműködéssel szállodát és búvárközpontot tervezett építeni a szigeten. Az építkezés védelmére 200 fős jemeni katonai egység vigyázott.
Eritrea rögvest a függetlenség 1993-as elnyerése és ENSZ tagságának érvénybe lépése után bejelentette igényét a Hanís-szigetekre, s tárgyalásokat kezdett Jemennel a sziget birtokbavételéről. Francia közvetítéssel ugyan a felek megállapodtak abban, hogy nem lépnek fel egymással fegyveresen és a nemzetközi bíróság elé terjesztik az ügyet, ennek ellenére az eritreai hadsereg 1995. augusztus 10-én mégis megszállta az Al-Szagir szigetet. Jemen ekkor háborúval fenyegetőzött, mire Eritrea az ENSZ Biztonsági Tanácsának nyomására visszavonta erőit a szigetről, ugyanakkor augusztus 27-én Etiópiából beszerzett orosz gyártmányú föld-levegő rakétákat telepített a Vörös-tenger partvidékére.
1995. november 22-én Abd el-Karim el-Iriáni jemeni külügyminiszter három eritreai küldöttel tárgyalt a határvitáról. A külügyminiszter egy delegáció vezetőjeként december 7-én egy eritreai találkozón is részt vett, amelyen megállapodás született, hogy a két ország 1996 februárjáig tárgyalásos úton rendezi a Hanís-szigetek körüli kérdést. Amennyiben ez nem sikerül, akkor az ügyet a hágai Nemzetközi Bíróság elé terjesztik.
Eritrea ürügyet talált viszont abban, hogy a német beruházást felügyelő fegyveres erő tartózkodik a szigeteken, ezért Petrosz Szolomon eritreai külügyminiszter 1995. november 11-én ultimátumban szólította fel a jemeni kormányt a Hanís-szigeten levő valamennyi katona és civil kivonására.

## A háború
Az eritreai ultimátum egy hónap múlva lejárt, de a jemeni hadsereg egységei és a civilek továbbra is a szigeteken állomásoztak. Az eritreai hadsereg néhány napon belül megindította a hadműveleteket a Hanís-szigetek elfoglalására. Mivel az ország ekkor még nem rendelkezett saját hadiflottával, ezért minden használható hajóval, így halászhajókkal és egy egyiptomi komppal szállították a katonákat a Hanísra. Egyéb egységek repülőgépekkel érkezetek.
A szigeteken körülbelül 200 jemeni katona keveredett tűzharcba 500 eritreaival. Bár a jemeni a légierő az Al-Hudaidah légibázisról kiindulva bombázta a támadókat, az eritreaiak három napon belül legyőzték a jemenieket a szigeteken.
A harcok során az eritreaiak tévedésből tűz alá vettek egy orosz kereskedelmi hajót, amely a támadás következtében súlyosan megrongálódott.

## Következmények
Jemen eleinte Izraelt vádolta meg, hogy ő áll az eritreai támadás mögött, mert hadseregének tisztjei irányítják a hadműveleteket. Ali Abdullah Száleh jemeni miniszterelnök és más jemeni források egy bizonyos Michael Duma nevű izraeli ezredest neveztek meg közreműködőnek az eritreai hadseregben. Az állítást dekódolt izraeli katonai információkra hivatkozva tették, amelyeket állítólag a jemeni hírszerzés fogott el. Ennek ellenére Jemen nem emelt panaszt Izraelnél vagy bárhol másutt Izrael ellen. Vélemények szerint a jemeni vezetés pusztán így akarta palástolni a gyorsan elszenvedett katonai vereség keltette szégyent.
Léteznek olyan elképzelések, miszerint Jemen Eritreán keresztül titkos katonai segítséget kapott még 1994-ben Izraeltől, ám a közvetítését nem hálálta meg Aszmarának, amelyre válaszul Eritrea megszállta a vitatott hovatartozású szigeteket. Az Arab Liga tagállamai viszont helyt adtak a jemeni állításnak, sőt többen úgy vélték, hogy az izraeliek a Hanís-szigeteken akarnak támaszpontot létesíteni.

## Nemzetközi határozat
A hágai Állandó Arbitrációs Bíróság az eritreai akciót követően elkezdte tárgyalni a szigeteket ügyét. A bíróság végül határozatában kimondta, hogy a szigetek területe Jemenhez tartozik, ugyanakkor Eritrea a szigetek körüli vizeken halászati jogokkal bír és néhány kisebb sziget felett részleges szuverenitása is van.
1998. november 1-jén, amikor az eritreai erők egy helikopter és egy hadihajó fedélzetén távoztak a szigetekről, Mohammad Diefallah jemeni védelmi miniszter és katonai egységek jelenlétében felvonták a jemeni nemzeti lobogót.